# Речи Высокого
«Ховамол» («Речи Высокого») — одна из поэм древнескандинавского «Королевского кодекса» (лат. Cōdex Rēgius; исл. Konungsbók, буквально «Королевская книга»). Под «Высоким» подразумевается скандинавский бог Один, который в такой форме рассказывает смертным о том, как достойно прожить жизнь. Поэма является одним из важных религиозных текстов для современных Асатру.
Большая часть поэмы написана в характерной для Эдды стихотворной форме льодахатт (др.-сканд. ljóðaháttr). Содержание Hávamál одновременно практично и наполнено метафизикой. Гномические стихи и пословицы соседствуют с рассказами об обретении Одином рун и волшебными песнопениями и заклинаниями.
При подготовке современных изданий некоторые споры вызывает структура поэмы. Различные редакции состоят из разного количества строф. Так, вышедшее в 1936 году издание Беллоуза включает 165 строф, другие издания объединяют 11-ю и 12-ю или 163-ю и 164-ю строфы его редакции. В исходной рукописи 11-я строфа сокращена на две строки.
Традиционно принято делить поэму как минимум на пять самостоятельных частей:
1. Gestaþáttr (строфы 1—80 в редакции Беллоуза) — сборник пословиц и гномической мудрости,
2. Рассказы о безверии женщин (строфы 81—95), любви Одина и дочери Биллинга (96—102) и об обретении Одином мёда поэзии от девы Гуннлёд (103—110),
3. Loddfáfnismál (строфы 111—137) — сборник адресованных Лоддфафниру гномических стихов,
4. Rúnatal (строфы 138—146) — рассказ о том, как Один обрёл руны, введение в Ljóðatal,
5. Ljóðatal (строфы 147—165) — описание магических умений Одина.